# 吉米·卡鲁思
吉米·道恩·卡拉瑟（英語：Jimmy Dawn Carruth II，1969年11月4日—），美国NBA联盟前职业篮球运动员。

## 外部連結
- 吉米·卡拉瑟在fiba.basketball（英语）
- 吉米·卡拉瑟在NBA官網（英语）
- 吉米·卡拉瑟在中国男子篮球职业联赛官網
- 吉米·卡拉瑟在Basketball-Reference.com（NBA）（英语）
- 吉米·卡拉瑟在Sports-Reference.com（NCAA）（英语）
- 吉米·卡拉瑟在Eurobasket.com（球員）（英语）
- 吉米·卡拉瑟在Proballers（英语）
- 吉米·卡拉瑟在RealGM（球員）（英语）